# 미나미 류스케
미나미 류스케(일본어: 南 竜介, 1981년 7월 9일 ~ )는 일본의 프로 야구 선수이자, 퍼시픽 리그 전 지바 롯데 마린스의 선수이다.

## 인물

### 프로 입단 전
고교 시절에는 ‘류’(竜)라고 불렸으며 모리야마 마코토와는 고교 동창이다. 1998년 하계 고시엔 대회(제80회 전국 고등학교 야구 선수권 대회)에 출전했고 1999년 프로 야구 드래프트 5순위로 요코하마 베이스타스에 투수로서 입단했다.

### 요코하마·지바 롯데 시절
프로 1년째인 2000년에는 투수로 등록되어 있었지만 컨트롤이 나빠지자 2년차인 이듬해 2001년부터 외야수로 전향했다. 2004년 5월 9일 야쿠르트 스왈로스전에서는 대주자로서 1군에 첫 출전했고 그 후 대주자로 경기에 출전하는 경우가 있었지만 안타를 때려내지는 못했다. 2005년 6월 8일 홋카이도 닛폰햄 파이터스전에서는 요시자키 마사루로부터 프로 데뷔 첫 안타를 때려냈다.
2006년 4월 27일에 야마키타 시게토시와의 맞트레이드로 료타로와 함께 지바 롯데 마린스에 이적하여 9월 19일 1군에 등록, 선발과 대주자로서 출전했지만 무안타를 남겼다. 9월 23일 닛폰햄전에서는 3회에 다르빗슈 유로부터 우익수 플라이를 기록, 3루 주자인 이마에 도시아키가 홈을 밟으면서 프로 데뷔 후 처음으로 타점을 올렸다. 2007년에는 주로 대주자로서 출전했지만 1군에 정착하지는 못했다.
이듬해 2008년 시범 경기 최종전에서는 경기 중간부터 중견수 수비에 들어가 정위치의 희생 플라이로 포수인 하시모토 다스쿠도 잡히지 않는 재빠르게 홈으로 송구하는 플레이를 보여주었다. 이러한 호수비로 인해 시즌 개막을 1군에서 맞이했다. 6월 5일 주니치 드래건스전에서는 오가사와라 다카시로부터 프로 데뷔 첫 홈런을 때려냈고 같은 해 5월 21일 요미우리 자이언츠전에서는 프로 데뷔 후 처음으로 1군에서의 맹타상을 기록했다.
2010년에는 오기노 다카시나 하야사카 게이스케의 부상도 있어 대수비나 선발로 출전하는 등 개인 최다인 57경기에 출전했고 2011년부터는 같은 성을 가진 미나미 마사키가 입단해 전광판에서의 표기도 풀네임으로 변경(南竜介)되었다.
2012년에는 11경기에만 출전했지만 10월 6일 팜일본 선수권에서는 우수 선수로 선정되었다. 그러나 다음날인 10월 7일에 구단으로부터 방출 통보를 받아 퇴단했다.
2013년에는 대한민국의 독립 야구단인 고양 원더스에 입단 예정이었으나, 전지훈련 도중 훈련강도를 견디지 못하고 입단 계획을 취소했다.

## 상세 정보

### 출신 학교
- 호토쿠가쿠엔 고등학교

### 선수 경력
- 요코하마 베이스타스(2000년 ~ 2006년)
- 지바 롯데 마린스(2006년 ~ 2012년)

### 개인 기록
- 첫 출장 : 2004년 5월 9일, 대 야쿠르트 스왈로스 7차전(히타치나카 시민 구장), 8회말에 좌익수로서 출장
- 첫 안타 : 2005년 6월 8일, 대 홋카이도 닛폰햄 파이터스 5차전(요코하마 스타디움), 8회말에 요시자키 마사루로부터 좌전 안타
- 첫 선발 출장 : 2006년 9월 19일, 대 오릭스 버펄로스 20차전(지바 마린 스타디움), 8번·중견수로서 선발 출장
- 첫 타점 : 2006년 9월 23일, 대 홋카이도 닛폰햄 파이터스 19차전(지바 마린 스타디움), 3회말에 다르빗슈 유로부터 우익수 희생플라이
- 첫 도루 : 2008년 5월 25일, 대 히로시마 도요 카프 1차전(히로시마 시민 구장), 3회초에 2루 안착(투수 : 시노다 준페이, 포수 : 구라 요시카즈)
- 첫 홈런 : 2008년 6월 5일, 대 주니치 드래건스 2차전(지바 마린 스타디움), 5회말에 오가사와라 다카시로부터 좌월 솔로 홈런

### 등번호
- 64(2000년 ~ 2006년 시즌 도중)
- 65(2006년 시즌 도중 ~ )

### 연도별 타격 성적
| 연 도      | 소 속      | 경 기 | 타 석 | 타 수 | 득 점 | 안 타 | 2 루 타 | 3 루 타 | 홈 런 | 루 타 | 타 점 | 도 루 | 도 루 자 | 희 생 번 | 희 생 플 | 볼 넷 | 고 4 | 사 구 | 삼 진 | 병 살 타 | 타 율 | 출 루 율 | 장 타 율 | O P S |
| ---------- | ---------- | ----- | ----- | ----- | ----- | ----- | ------- | ------- | ----- | ----- | ----- | ----- | -------- | -------- | -------- | ----- | ---- | ----- | ----- | -------- | ----- | -------- | -------- | ----- |
| 2004년     | 요코하마   | 10    | 4     | 4     | 0     | 0     | 0       | 0       | 0     | 0     | 0     | 0     | 0        | 0        | 0        | 0     | 0    | 0     | 4     | 0        | .000  | .000     | .000     | .000  |
| 2005년     | 요코하마   | 18    | 10    | 9     | 2     | 1     | 0       | 0       | 0     | 1     | 0     | 0     | 0        | 1        | 0        | 0     | 0    | 0     | 3     | 0        | .111  | .111     | .111     | .222  |
| 2006년     | 지바 롯데  | 7     | 6     | 5     | 0     | 0     | 0       | 0       | 0     | 0     | 1     | 0     | 0        | 0        | 1        | 0     | 0    | 0     | 1     | 0        | .000  | .000     | .000     | .000  |
| 2007년     | 지바 롯데  | 10    | 5     | 5     | 0     | 1     | 0       | 0       | 0     | 1     | 0     | 0     | 0        | 0        | 0        | 0     | 0    | 0     | 2     | 0        | .200  | .200     | .200     | .400  |
| 2008년     | 지바 롯데  | 21    | 44    | 40    | 5     | 9     | 2       | 0       | 1     | 14    | 2     | 1     | 0        | 1        | 0        | 3     | 0    | 0     | 11    | 0        | .225  | .279     | .350     | .629  |
| 2009년     | 지바 롯데  | 15    | 40    | 39    | 6     | 11    | 2       | 1       | 3     | 24    | 8     | 0     | 0        | 0        | 0        | 1     | 0    | 0     | 10    | 1        | .282  | .300     | .615     | .915  |
| 2010년     | 지바 롯데  | 57    | 95    | 83    | 16    | 17    | 2       | 0       | 1     | 22    | 4     | 3     | 0        | 1        | 0        | 9     | 0    | 2     | 23    | 2        | .205  | .298     | .265     | .563  |
| 2011년     | 지바 롯데  | 32    | 43    | 39    | 5     | 7     | 1       | 1       | 1     | 13    | 3     | 1     | 0        | 2        | 0        | 1     | 0    | 1     | 10    | 0        | .179  | .220     | .333     | .553  |
| 2012년     | 지바 롯데  | 11    | 29    | 22    | 1     | 5     | 1       | 0       | 0     | 6     | 2     | 1     | 0        | 1        | 0        | 6     | 0    | 0     | 7     | 0        | .227  | .393     | .273     | .666  |
| 통산 : 9년 | 통산 : 9년 | 181   | 276   | 246   | 35    | 51    | 8       | 2       | 6     | 81    | 20    | 6     | 0        | 6        | 1        | 20    | 0    | 3     | 71    | 3        | .207  | .274     | .329     | .603  |

- 2012년 기준.
- 2000년 ~ 2003년은 1군 출장 없음.